# Li Süe-žuej
Li Süe-žuej (čínsky pchin-jinem Lĭ Xuĕruì, znaky 李雪芮; * 24. ledna 1991, Čchung-čching, Čína) je čínská badmintonistka. Na Letních olympijských hrách v Londýně získala zlatou medaili ve dvouhře. Ve finále porazila svou krajanku Wang I-chan. Je též držitelkou dvou stříbrných medailí z mistrovství světa.